# La mirada crítica
La mirada crítica es un programa de televisión español emitido de lunes a viernes de 08:00 a 09:00 en las mañanas de Telecinco (de 09:00 a 10:30 en temporada estival). El formato, presentado por Ana Terradillos y José Luis Vidal, trata la actualidad política, económica y social.

## Formato
La mirada crítica es un magacín informativo sobre la actualidad política, económica y social en el que se abordan las noticias más relevantes del panorama nacional e internacional. Esto incluye conexiones en directo con reporteros, las valoraciones de analistas y expertos, y entrevistas a personajes relevantes del panorama español.

## Historia
La mirada crítica nació en enero de 1998, cuando Telecinco, una vez superada la etapa en que el grueso de la programación lo constituían espacios de entretenimiento, quiso reforzar su apuesta por los programas informativos. El programa, con una estructura muy similar a la de Los desayunos de TVE, que venía emitiendo Televisión Española desde enero de 1994, comenzó como una sección en el informativo Las noticias. Buenos días de Informativos Telecinco, presentado por Glòria Serra y Toni Garrido. Se trataba de una tertulia política con la participación de periodistas como Melchor Miralles, Manu Leguineche, José Luis Balbín, José Oneto, Juan Tapia, José Antonio Zarzalejos, Justino Sinova y Fermín Bocos. Los debates eran moderados de lunes a jueves por Glòria Serra y los viernes por Vicente Vallés.
Desde el 12 de febrero de 2001, el espacio dejó de ser una sección del informativo matinal para pasar a ser un programa más de la parrilla. Esa renovación coincidió con la llegada a la dirección y presentación de la periodista madrileña Montserrat Domínguez. En esa etapa se incorporaron a la tertulia política periodistas como Juan Cruz, Ernesto Ekaizer, Miguel Ángel Aguilar, Josto Maffeo o Antonio Casado. Tras el fichaje de Domínguez en 2004 por Antena 3, el responsable del programa pasó a ser de nuevo Vicente Vallés. 
El 1 de septiembre de 2008, este informativo matinal pasó a ser presentado por la periodista María Teresa Campos, acompañada de tertulianos como Alfredo Urdaci, Isabel San Sebastián y María Antonia Iglesias. En su primer programa, realizó una entrevista al presidente del Gobierno José Luis Rodríguez Zapatero. Al caer enferma de cáncer, María Teresa fue sustituida por unos meses por Yolanda Benítez. En 2009, el programa fue cancelado y sustituido por la edición matinal de Informativos Telecinco, poniendo punto final definitivo al programa el 26 de junio de 2009.
El 11 de julio de 2023 se anunció que Telecinco recuperaría el formato en sus nuevas mañanas con Ana Terradillos al frente junto a Antonio Texeira como copresentador, esta vez producido por Unicorn Content. Esta etapa del programa dio comienzo el 11 de septiembre de dicho año. El 31 de diciembre de 2024, Texeira abandonó su puesto como copresentador de La mirada crítica, ocupando su puesto Jano Mecha, que hasta entonces ejercía como copresentador sustituto.
Desde el 3 de febrero de 2025, el programa se vio obligado a modificar su horario, plató y gran parte del equipo debido a la vuelta de Ana Rosa Quintana con el El programa de Ana Rosa a las mañanas de Telecinco. De esta manera redujo su horario, comenzando a las 08:00 y terminando a las 09:00. Además, pasó de compartir plató con Vamos a ver a hacerlo con Informativos Telecinco. Del mismo modo, sufrió una remodelación respecto a su estructura, perdiendo su característica tertulia y siendo la presentadora la única persona en plató, entrevistando a través de videollamadas y conexiones en directo. Sin embargo, durante los meses de verano, La mirada crítica sustituye a la tertulia política de El programa de Ana Rosa durante las vacaciones de Ana Rosa Quintana, pasando a emitirse en el horario de su segunda etapa (09:00 a 10:30) y volviendo a compartir plató con Vamos a ver. En el mes de septiembre vuelve a su horario y plató habitual.

## Equipo

### Desde 2023
Producción ejecutiva Unicorn
- Víctor García Martín
- Pilar Cerisuelo

Dirección
- Irene Azcutia Tenorio (2025-presente)

Dirección de Producción de Mediaset
- Óscar Forniés

Dirección de Producción de Unicorn
- Yaiza Mené

Realización
- Pablo León

Producción Mediaset
- Sonia Sola

Producción Unicorn
- Iñaki Zalla

Producción delegada de contenidos de Mediaset
- Kety del Castillo

### Presentadores
| Ana Terradillos | Presentadora y periodista |  |  |  |  |
| José Luis Vidal | Presentador y periodista  |  |  |  |  |
| José Luis Vidal | Presentador y periodista  |  |  |  |  |

     Presentador/a titular
     Copresentador/a
     Presentador/a suplente

### Anteriores presentadores
| Glòria Serra         | Presentadora y periodista                      |  |  |  |  |  |  |  |  |  |  |  |  |  |  |  |
| Vicente Vallés       | Presentador y periodista                       |  |  |  |  |  |  |  |  |  |  |  |  |  |  |  |
| Montserrat Domínguez | Presentadora y periodista                      |  |  |  |  |  |  |  |  |  |  |  |  |  |  |  |
| María Teresa Campos  | Presentadora de televisión y locutora de radio |  |  |  |  |  |  |  |  |  |  |  |  |  |  |  |
| Yolanda Benítez      | Presentadora y periodista                      |  |  |  |  |  |  |  |  |  |  |  |  |  |  |  |
| Antonio Texeira      | Presentador y periodista                       |  |  |  |  |  |  |  |  |  |  |  |  |  |  |  |
| Jano Mecha           | Presentador y periodista                       |  |  |  |  |  |  |  |  |  |  |  |  |  |  |  |

### Anteriores directores
- Vicente Vallés (1998-1999, 2004-2008)
- Glòria Serra (1999-2001)
- Montserrat Domínguez (2001-2004)
- María Teresa Campos (2008-2009)
- Yolanda Benítez (2008)
- Daniel Fernández (2023-2025)

### Anteriores colaboradores
| Colaborador/a             | Información                        |             |      |      |      |
| Colaborador/a             | Información                        | 1998 - 2009 | 2023 | 2024 | 2025 |
| ------------------------- | ---------------------------------- | ----------- | ---- | ---- | ---- |
| Isabel San Sebastián      | Periodista                         |             |      |      |      |
| Alberto Fernández Bombín  | Experto en consumo                 |             |      |      |      |
| Antonio Caño              | Periodista                         |             |      |      |      |
| Carlos Cuesta             | Periodista                         |             |      |      |      |
| Daniel Lacalle            | Economista                         |             |      |      |      |
| Eduardo Inda              | Periodista                         |             |      |      |      |
| Estefanía Molina          | Politóloga y periodista            |             |      |      |      |
| Esther Esteban            | Periodista                         |             |      |      |      |
| Esther Palomera           | Periodista                         |             |      |      |      |
| Fernando Berlín           | Periodista                         |             |      |      |      |
| Fernando Garea            | Periodista                         |             |      |      |      |
| Gonzalo Bernardos         | Economista                         |             |      |      |      |
| Inma Carretero            | Periodista                         |             |      |      |      |
| Javier Casqueiro          | Periodista                         |             |      |      |      |
| Javier Gállego            | Periodista                         |             |      |      |      |
| Jorge Bustos              | Periodista                         |             |      |      |      |
| Jorge Morales             | Experto en el sector energético    |             |      |      |      |
| José Carlos Díez          | Economista                         |             |      |      |      |
| José Ignacio Conde-Ruiz   | Economista                         |             |      |      |      |
| José Luis Pérez           | Periodista                         |             |      |      |      |
| José María Olmo           | Periodista                         |             |      |      |      |
| Jesús Cintora             | Presentador                        |             |      |      |      |
| Juan Ramón Rallo          | Economista                         |             |      |      |      |
| Juanma Lamet              | Periodista                         |             |      |      |      |
| Ketty Garat               | Periodista                         |             |      |      |      |
| María Claver              | Periodista                         |             |      |      |      |
| Paloma Ramón              | Experta en comunicación no verbal  |             |      |      |      |
| Pedro J. Ramírez          | Periodista                         |             |      |      |      |
| Pilar García de la Granja | Periodista                         |             |      |      |      |
| Pilar Gómez               | Periodista                         |             |      |      |      |
| Pilar Santos              | Periodista                         |             |      |      |      |
| Rodolfo Irago             | Periodista                         |             |      |      |      |
| Santi Cremades            | Matemático y divulgador científico |             |      |      |      |
| Daniel Montero            | Periodista                         |             |      |      |      |
| Esteban Urreztieta        | Periodista                         |             |      |      |      |
| Inma Carretero            | Periodista                         |             |      |      |      |
| Javier Chicote            | Periodista                         |             |      |      |      |
| Jordi Juan                | Periodista                         |             |      |      |      |
| Juan Ramón Lucas          | Periodista                         |             |      |      |      |

A continuación figura la lista de los colaboradores que han participado en La mirada crítica en su primera etapa (1998-2009):
- Melchor Miralles
- Manu Leguineche
- José Luis Balbín
- Pepe Oneto
- Juan Tapia
- José Antonio Zarzalejos
- Justino Sinova
- Fermín Bocos
- Juan Cruz
- Ernesto Ekaizer
- Miguel Ángel Aguilar
- Josto Maffeo
- Antonio Casado
- Alfredo Urdaci
- María Antonia Iglesias

## Invitados
Por el plató de La mirada crítica han desfilado algunos de los políticos españoles más destacados de finales del siglo XX y principios del siglo XXI. Por citar sólo algunos, Felipe González, José Luis Rodríguez Zapatero, María Teresa Fernández de la Vega, José Bono, Mariano Rajoy, Santiago Carrillo, Joaquín Leguina, Esperanza Aguirre, Ángel Acebes, Alfredo Pérez Rubalcaba o Manuel Fraga.

## Audiencias
| Temporada | Programas | Estreno                  | Final                | Audiencia    | Audiencia |
| Temporada | Programas | Estreno                  | Final                | Espectadores | Cuota     |
| --------- | --------- | ------------------------ | -------------------- | ------------ | --------- |
| 13        | 246       | 11 de septiembre de 2023 | 30 de agosto de 2024 | 257 000      | 12,0%     |
| 14        | 191*      | 2 de septiembre de 2024  | 29 de agosto de 2025 | 212 000*     | 10,7%*    |
| 15        |           | 1 de septiembre de 2025  |                      |              |           |

### Temporada 13 (2023-2024)
| N.º (serie) | N.º (temp.) | Fecha de emisión         | Audiencia    | Audiencia |
| N.º (serie) | N.º (temp.) | Fecha de emisión         | Espectadores | Cuota     |
| ----------- | ----------- | ------------------------ | ------------ | --------- |
| 1           | 1           | 11 de septiembre de 2023 | 292 000      | 12,7%     |
| 2           | 2           | 12 de septiembre de 2023 | 277 000      | 13,3%     |
| 3           | 3           | 13 de septiembre de 2023 | 325 000      | 16,0%     |
| 4           | 4           | 14 de septiembre de 2023 | 230 000      | 11,5%     |
| 5           | 5           | 15 de septiembre de 2023 | 244 000      | 11,2%     |
| 6           | 6           | 18 de septiembre de 2023 | 254 000      | 12,0%     |
| 7           | 7           | 19 de septiembre de 2023 | 258 000      | 12,8%     |
| 8           | 8           | 20 de septiembre de 2023 | 243 000      | 12,0%     |
| 9           | 9           | 21 de septiembre de 2023 | 223 000      | 10,6%     |
| 10          | 10          | 22 de septiembre de 2023 | 270 000      | 12,8%     |
| 11          | 11          | 25 de septiembre de 2023 | 262 000      | 13,4%     |
| 12          | 12          | 26 de septiembre de 2023 | 253 000      | 12,1%     |
| 13          | 13          | 27 de septiembre de 2023 | 208 000      | 9,0%      |
| 14          | 14          | 28 de septiembre de 2023 | 195 000      | 9,6%      |
| 15          | 15          | 29 de septiembre de 2023 | 270 000      | 12,7%     |
| 16          | 16          | 2 de octubre de 2023     | 278 000      | 13,3%     |
| 17          | 17          | 3 de octubre de 2023     | 261 000      | 12,7%     |
| 18          | 18          | 4 de octubre de 2023     | 230 000      | 11,6%     |
| 19          | 19          | 5 de octubre de 2023     | 260 000      | 12,7%     |
| 20          | 20          | 6 de octubre de 2023     | 213 000      | 10,8%     |
| 21          | 21          | 9 de octubre de 2023     | 276 000      | 12,7%     |
| 22          | 22          | 10 de octubre de 2023    | 275 000      | 13,2%     |
| 23          | 23          | 11 de octubre de 2023    | 297 000      | 13,7%     |
| 24          | 24          | 13 de octubre de 2023    | 221 000      | 9,5%      |
| 25          | 25          | 16 de octubre de 2023    | 304 000      | 13,1%     |
| 26          | 26          | 17 de octubre de 2023    | 275 000      | 12,9%     |
| 27          | 27          | 18 de octubre de 2023    | 353 000      | 15,7%     |
| 28          | 28          | 19 de octubre de 2023    | 284 000      | 12,5%     |
| 29          | 29          | 20 de octubre de 2023    | 278 000      | 12,6%     |
| 30          | 30          | 23 de octubre de 2023    | 268 000      | 12,7%     |
| 31          | 31          | 24 de octubre de 2023    | 263 000      | 12,8%     |
| 32          | 32          | 25 de octubre de 2023    | 209 000      | 10,4%     |
| 33          | 33          | 26 de octubre de 2023    | 242 000      | 11,6%     |
| 34          | 34          | 27 de octubre de 2023    | 235 000      | 11,5%     |
| 35          | 35          | 30 de octubre de 2023    | 293 000      | 12,9%     |
| 36          | 36          | 31 de octubre de 2023    | 288 000      | 11,6%     |
| 37          | 37          | 2 de noviembre de 2023   | 276 000      | 12,1%     |
| 38          | 38          | 3 de noviembre de 2023   | 277 000      | 12,6%     |
| 39          | 39          | 6 de noviembre de 2023   | 311 000      | 13,8%     |
| 40          | 40          | 7 de noviembre de 2023   | 265 000      | 12,3%     |
| 41          | 41          | 8 de noviembre de 2023   | 306 000      | 14,1%     |
| 42          | 42          | 9 de noviembre de 2023   | 271 000      | 11,6%     |
| 43          | 43          | 10 de noviembre de 2023  | 283 000      | 12,4%     |
| 44          | 44          | 13 de noviembre de 2023  | 267 000      | 12,4%     |
| 45          | 45          | 14 de noviembre de 2023  | 261 000      | 12,1%     |
| 46          | 46          | 15 de noviembre de 2023  | 290 000      | 11,7%     |
| 47          | 47          | 16 de noviembre de 2023  | 339 000      | 13,1%     |
| 48          | 48          | 17 de noviembre de 2023  | 282 000      | 12,1%     |
| 49          | 49          | 20 de noviembre de 2023  | 257 000      | 11,2%     |
| 50          | 50          | 21 de noviembre de 2023  | 257 000      | 11,6%     |
| 51          | 51          | 22 de noviembre de 2023  | 275 000      | 11,9%     |
| 52          | 52          | 23 de noviembre de 2023  | 258 000      | 11,3%     |
| 53          | 53          | 24 de noviembre de 2023  | 275 000      | 12,5%     |
| 54          | 54          | 27 de noviembre de 2023  | 244 000      | 11,0%     |
| 55          | 55          | 28 de noviembre de 2023  | 256 000      | 11,6%     |
| 56          | 56          | 29 de noviembre de 2023  | 276 000      | 11,0%     |
| 57          | 57          | 30 de noviembre de 2023  | 310 000      | 12,7%     |
| 58          | 58          | 1 de diciembre de 2023   | 256 000      | 11,1%     |
| 59          | 59          | 4 de diciembre de 2023   | 288 000      | 13,0%     |
| 60          | 60          | 5 de diciembre de 2023   | 260 000      | 11,8%     |
| 61          | 61          | 7 de diciembre de 2023   | 203 000      | 8,8%      |
| 62          | 62          | 11 de diciembre de 2023  | 247 000      | 12,4%     |
| 63          | 63          | 12 de diciembre de 2023  | 209 000      | 9,7%      |
| 64          | 64          | 13 de diciembre de 2023  | 265 000      | 12,2%     |
| 65          | 65          | 14 de diciembre de 2023  | 247 000      | 11,7%     |
| 66          | 66          | 15 de diciembre de 2023  | 218 000      | 10,4%     |
| 67          | 67          | 18 de diciembre de 2023  | 316 000      | 14,6%     |
| 68          | 68          | 19 de diciembre de 2023  | 250 000      | 11,4%     |
| 69          | 69          | 20 de diciembre de 2023  | 232 000      | 10,4%     |
| 70          | 70          | 21 de diciembre de 2023  | 284 000      | 12,6%     |
| 71          | 71          | 22 de diciembre de 2023  | 238 000      | 6,6%      |
| 72          | 72          | 26 de diciembre de 2023  | 263 000      | 12,1%     |
| 73          | 73          | 27 de diciembre de 2023  | 251 000      | 11,1%     |
| 74          | 74          | 28 de diciembre de 2023  | 213 000      | 9,9%      |
| 75          | 75          | 29 de diciembre de 2023  | 204 000      | 10,0%     |
| 76          | 76          | 2 de enero de 2024       | 213 000      | 10,3%     |
| 77          | 77          | 3 de enero de 2024       | 230 000      | 10,5%     |
| 78          | 78          | 4 de enero de 2024       | 247 000      | 11,0%     |
| 79          | 79          | 5 de enero de 2024       | 221 000      | 9,8%      |
| 80          | 80          | 8 de enero de 2024       | 279 000      | 12,9%     |
| 81          | 81          | 9 de enero de 2024       | 248 000      | 11,3%     |
| 82          | 82          | 10 de enero de 2024      | 256 000      | 11,4%     |
| 83          | 83          | 11 de enero de 2024      | 276 000      | 12,3%     |
| 84          | 84          | 12 de enero de 2024      | 295 000      | 12,9%     |
| 85          | 85          | 15 de enero de 2024      | 271 000      | 12,1%     |
| 86          | 86          | 16 de enero de 2024      | 292 000      | 12,9%     |
| 87          | 87          | 17 de enero de 2024      | 279 000      | 12,2%     |
| 88          | 88          | 18 de enero de 2024      | 276 000      | 12,9%     |
| 89          | 89          | 19 de enero de 2024      | 315 000      | 12,6%     |
| 90          | 90          | 22 de enero de 2024      | 259 000      | 12,5%     |
| 91          | 91          | 23 de enero de 2024      | 257 000      | 11,8%     |
| 92          | 92          | 24 de enero de 2024      | 235 000      | 11,5%     |
| 93          | 93          | 25 de enero de 2024      | 244 000      | 12,1%     |
| 94          | 94          | 26 de enero de 2024      | 289 000      | 13,5%     |
| 95          | 95          | 29 de enero de 2024      | 247 000      | 11,7%     |
| 96          | 96          | 30 de enero de 2024      | 265 000      | 12,4%     |
| 97          | 97          | 31 de enero de 2024      | 266 000      | 12,3%     |
| 98          | 98          | 1 de febrero de 2024     | 292 000      | 13,6%     |
| 99          | 99          | 2 de febrero de 2024     | 310 000      | 14,3%     |
| 100         | 100         | 5 de febrero de 2024     | 269 000      | 12,1%     |
| 101         | 101         | 6 de febrero de 2024     | 271 000      | 12,3%     |
| 102         | 102         | 7 de febrero de 2024     | 264 000      | 10,9%     |
| 103         | 103         | 8 de febrero de 2024     | 342 000      | 14,6%     |
| 104         | 104         | 9 de febrero de 2024     | 336 000      | 13,4%     |
| 105         | 105         | 12 de febrero de 2024    | 290 000      | 13,0%     |
| 106         | 106         | 13 de febrero de 2024    | 292 000      | 13,5%     |
| 107         | 107         | 14 de febrero de 2024    | 354 000      | 16,2%     |
| 108         | 108         | 15 de febrero de 2024    | 341 000      | 14,8%     |
| 109         | 109         | 16 de febrero de 2024    | 304 000      | 14,1%     |
| 110         | 110         | 19 de febrero de 2024    | 316 000      | 13,9%     |
| 111         | 111         | 20 de febrero de 2024    | 315 000      | 15,2%     |
| 112         | 112         | 21 de febrero de 2024    | 256 000      | 11,2%     |
| 113         | 113         | 22 de febrero de 2024    | 328 000      | 15,0%     |
| 114         | 114         | 23 de febrero de 2024    | 414 000      | 16,2%     |
| 115         | 115         | 26 de febrero de 2024    | 352 000      | 15,0%     |
| 116         | 116         | 27 de febrero de 2024    | 304 000      | 13,1%     |
| 117         | 117         | 28 de febrero de 2024    | 311 000      | 13,3%     |
| 118         | 118         | 29 de febrero de 2024    | 215 000      | 10,1%     |
| 119         | 119         | 1 de marzo de 2024       | 282 000      | 12,8%     |
| 120         | 120         | 4 de marzo de 2024       | 286 000      | 12,7%     |
| 121         | 121         | 5 de marzo de 2024       | 277 000      | 12,8%     |
| 122         | 122         | 6 de marzo de 2024       | 255 000      | 12,1%     |
| 123         | 123         | 7 de marzo de 2024       | 274 000      | 12,6%     |
| 124         | 124         | 8 de marzo de 2024       | 314 000      | 13,3%     |
| 125         | 125         | 11 de marzo de 2024      | 242 000      | 11,3%     |
| 126         | 126         | 12 de marzo de 2024      | 238 000      | 12,0%     |
| 127         | 127         | 13 de marzo de 2024      | 256 000      | 11,5%     |
| 128         | 128         | 14 de marzo de 2024      | 271 000      | 12,4%     |
| 129         | 129         | 15 de marzo de 2024      | 296 000      | 13,8%     |
| 130         | 130         | 18 de marzo de 2024      | 289 000      | 13,8%     |
| 131         | 131         | 19 de marzo de 2024      | 256 000      | 11,6%     |
| 132         | 132         | 20 de marzo de 2024      | 332 000      | 14,9%     |
| 133         | 133         | 21 de marzo de 2024      | 283 000      | 13,2%     |
| 134         | 134         | 22 de marzo de 2024      | 308 000      | 13,8%     |
| 135         | 135         | 25 de marzo de 2024      | 312 000      | 13,0%     |
| 136         | 136         | 26 de marzo de 2024      | 294 000      | 11,8%     |
| 137         | 137         | 27 de marzo de 2024      | 277 000      | 11,7%     |
| 138         | 138         | 28 de marzo de 2024      | 245 000      | 9,2%      |
| 139         | 139         | 1 de abril de 2024       | 220 000      | 10,1%     |
| 140         | 140         | 2 de abril de 2024       | 269 000      | 13,3%     |
| 141         | 141         | 3 de abril de 2024       | 293 000      | 14,1%     |
| 142         | 142         | 4 de abril de 2024       | 235 000      | 11,4%     |
| 143         | 143         | 5 de abril de 2024       | 217 000      | 10,8%     |
| 144         | 144         | 8 de abril de 2024       | 270 000      | 13,0%     |
| 145         | 145         | 9 de abril de 2024       | 264 000      | 12,9%     |
| 146         | 146         | 10 de abril de 2024      | 284 000      | 12,8%     |
| 147         | 147         | 11 de abril de 2024      | 282 000      | 13,8%     |
| 148         | 148         | 12 de abril de 2024      | 236 000      | 11,5%     |
| 149         | 149         | 15 de abril de 2024      | 330 000      | 15,7%     |
| 150         | 150         | 16 de abril de 2024      | 253 000      | 11,9%     |
| 151         | 151         | 17 de abril de 2024      | 263 000      | 12,5%     |
| 152         | 152         | 18 de abril de 2024      | 251 000      | 11,7%     |
| 153         | 153         | 19 de abril de 2024      | 284 000      | 13,1%     |
| 154         | 154         | 22 de abril de 2024      | 242 000      | 11,7%     |
| 155         | 155         | 23 de abril de 2024      | 268 000      | 12,5%     |
| 156         | 156         | 24 de abril de 2024      | 262 000      | 11,7%     |
| 157         | 157         | 25 de abril de 2024      | 346 000      | 14,8%     |
| 158         | 158         | 26 de abril de 2024      | 280 000      | 13,0%     |
| 159         | 159         | 29 de abril de 2024      | 326 000      | 12,6%     |
| 160         | 160         | 30 de abril de 2024      | 254 000      | 11,4%     |
| 161         | 161         | 2 de mayo de 2024        | 268 000      | 12,5%     |
| 162         | 162         | 3 de mayo de 2024        | 227 000      | 11,0%     |
| 163         | 163         | 6 de mayo de 2024        | 286 000      | 13,4%     |
| 164         | 164         | 7 de mayo de 2024        | 253 000      | 12,2%     |
| 165         | 165         | 8 de mayo de 2024        | 258 000      | 12,7%     |
| 166         | 166         | 9 de mayo de 2024        | 223 000      | 11,1%     |
| 167         | 167         | 10 de mayo de 2024       | 226 000      | 11,4%     |
| 168         | 168         | 13 de mayo de 2024       | 286 000      | 13,6%     |
| 169         | 169         | 14 de mayo de 2024       | 236 000      | 10,7%     |
| 170         | 170         | 15 de mayo de 2024       | 254 000      | 12,0%     |
| 171         | 171         | 16 de mayo de 2024       | 271 000      | 12,8%     |
| 172         | 172         | 17 de mayo de 2024       | 263 000      | 11,6%     |
| 173         | 173         | 20 de mayo de 2024       | 255 000      | 11,7%     |
| 174         | 174         | 21 de mayo de 2024       | 267 000      | 12,6%     |
| 175         | 175         | 22 de mayo de 2024       | 231 000      | 10,6%     |
| 176         | 176         | 23 de mayo de 2024       | 250 000      | 12,2%     |
| 177         | 177         | 24 de mayo de 2024       | 241 000      | 11,9%     |
| 178         | 178         | 27 de mayo de 2024       | 268 000      | 13,1%     |
| 179         | 179         | 28 de mayo de 2024       | 243 000      | 12,0%     |
| 180         | 180         | 29 de mayo de 2024       | 241 000      | 11,5%     |
| 181         | 181         | 30 de mayo de 2024       | 211 000      | 10,4%     |
| 182         | 182         | 31 de mayo de 2024       | 252 000      | 12,2%     |
| 183         | 183         | 3 de junio de 2024       | 261 000      | 13,0%     |
| 184         | 184         | 4 de junio de 2024       | 263 000      | 12,7%     |
| 185         | 185         | 5 de junio de 2024       | 339 000      | 16,2%     |
| 186         | 186         | 6 de junio de 2024       | 265 000      | 12,7%     |
| 187         | 187         | 7 de junio de 2024       | 243 000      | 11,9%     |
| 188         | 188         | 10 de junio de 2024      | 237 000      | 10,8%     |
| 189         | 189         | 11 de junio de 2024      | 230 000      | 11,4%     |
| 190         | 190         | 12 de junio de 2024      | 237 000      | 11,4%     |
| 191         | 191         | 13 de junio de 2024      | 233 000      | 11,5%     |
| 192         | 192         | 14 de junio de 2024      | 180 000      | 9,2%      |
| 193         | 193         | 17 de junio de 2024      | 314 000      | 15,6%     |
| 194         | 194         | 18 de junio de 2024      | 293 000      | 14,9%     |
| 195         | 195         | 19 de junio de 2024      | 232 000      | 11,4%     |
| 196         | 196         | 20 de junio de 2024      | 204 000      | 9,6%      |
| 197         | 197         | 21 de junio de 2024      | 237 000      | 11,3%     |
| 198         | 198         | 24 de junio de 2024      | 238 000      | 11,4%     |
| 199         | 199         | 25 de junio de 2024      | 233 000      | 11,4%     |
| 200         | 200         | 26 de junio de 2024      | 208 000      | 10,1%     |
| 201         | 201         | 27 de junio de 2024      | 187 000      | 9,0%      |
| 202         | 202         | 28 de junio de 2024      | 214 000      | 10,1%     |
| 203         | 203         | 1 de julio de 2024       | 237 000      | 11,4%     |
| 204         | 204         | 2 de julio de 2024       | 187 000      | 9,9%      |
| 205         | 205         | 3 de julio de 2024       | 210 000      | 11,3%     |
| 206         | 206         | 4 de julio de 2024       | 205 000      | 10,8%     |
| 207         | 207         | 5 de julio de 2024       | 238 000      | 11,7%     |
| 208         | 208         | 8 de julio de 2024       | 245 000      | 11,8%     |
| 209         | 209         | 9 de julio de 2024       | 222 000      | 11,6%     |
| 210         | 210         | 10 de julio de 2024      | 202 000      | 9,8%      |
| 211         | 211         | 11 de julio de 2024      | 210 000      | 10,5%     |
| 212         | 212         | 12 de julio de 2024      | 194 000      | 9,3%      |
| 213         | 213         | 15 de julio de 2024      | 253 000      | 12,1%     |
| 214         | 214         | 16 de julio de 2024      | 218 000      | 10,8%     |
| 215         | 215         | 17 de julio de 2024      | 181 000      | 9,8%      |
| 216         | 216         | 18 de julio de 2024      | 314 000      | 15,4%     |
| 217         | 217         | 19 de julio de 2024      | 187 000      | 10,3%     |
| 218         | 218         | 22 de julio de 2024      | 193 000      | 11,0%     |
| 219         | 219         | 23 de julio de 2024      | 201 000      | 10,7%     |
| 220         | 220         | 24 de julio de 2024      | 201 000      | 10,5%     |
| 221         | 221         | 25 de julio de 2024      | 247 000      | 13,6%     |
| 222         | 222         | 26 de julio de 2024      | 228 000      | 11,6%     |
| 223         | 223         | 29 de julio de 2024      | 205 000      | 10,3%     |
| 224         | 224         | 30 de julio de 2024      | 241 000      | 12,5%     |
| 225         | 225         | 31 de julio de 2024      | 225 000      | 10,8%     |
| 226         | 226         | 1 de agosto de 2024      | 191 000      | 9,3%      |
| 227         | 227         | 2 de agosto de 2024      | 226 000      | 11,5%     |
| 228         | 228         | 5 de agosto de 2024      | 156 000      | 8,4%      |
| 229         | 229         | 6 de agosto de 2024      | 190 000      | 11,3%     |
| 230         | 230         | 7 de agosto de 2024      | 238 000      | 11,8%     |
| 231         | 231         | 8 de agosto de 2024      | 239 000      | 9,7%      |
| 232         | 232         | 9 de agosto de 2024      | 218 000      | 11,4%     |
| 233         | 233         | 12 de agosto de 2024     | 208 000      | 11,5%     |
| 234         | 234         | 13 de agosto de 2024     | 214 000      | 11,8%     |
| 235         | 235         | 14 de agosto de 2024     | 185 000      | 10,5%     |
| 236         | 236         | 16 de agosto de 2024     | 174 000      | 10,1%     |
| 237         | 237         | 19 de agosto de 2024     | 212 000      | 11,9%     |
| 238         | 238         | 20 de agosto de 2024     | 185 000      | 11,0%     |
| 239         | 239         | 21 de agosto de 2024     | 186 000      | 10,6%     |
| 240         | 240         | 22 de agosto de 2024     | 215 000      | 12,2%     |
| 241         | 241         | 23 de agosto de 2024     | 194 000      | 10,7%     |
| 242         | 242         | 26 de agosto de 2024     | 203 000      | 11,7%     |
| 243         | 243         | 27 de agosto de 2024     | 205 000      | 11,5%     |
| 244         | 244         | 28 de agosto de 2024     | 221 000      | 13,0%     |
| 245         | 245         | 29 de agosto de 2024     | 252 000      | 12,4%     |
| 246         | 246         | 30 de agosto de 2024     | 213 000      | 11,1%     |

### Temporada 14 (2024-2025)
| N.º (serie) | N.º (temp.) | Fecha de emisión         | Audiencia    | Audiencia |
| N.º (serie) | N.º (temp.) | Fecha de emisión         | Espectadores | Cuota     |
| ----------- | ----------- | ------------------------ | ------------ | --------- |
| 247         | 1           | 2 de septiembre de 2024  | 195 000      | 10,4%     |
| 248         | 2           | 3 de septiembre de 2024  | 199 000      | 10,4%     |
| 249         | 3           | 4 de septiembre de 2024  | 236 000      | 11,4%     |
| 250         | 4           | 5 de septiembre de 2024  | 176 000      | 8,8%      |
| 251         | 5           | 6 de septiembre de 2024  | 192 000      | 9,3%      |
| 252         | 6           | 9 de septiembre de 2024  | 217 000      | 11,3%     |
| 253         | 7           | 10 de septiembre de 2024 | 197 000      | 10,1%     |
| 254         | 8           | 11 de septiembre de 2024 | 221 000      | 10,8%     |
| 255         | 9           | 12 de septiembre de 2024 | 154 000      | 8,0%      |
| 256         | 10          | 13 de septiembre de 2024 | 233 000      | 12,3%     |
| 257         | 11          | 16 de septiembre de 2024 | 232 000      | 11,8%     |
| 258         | 12          | 17 de septiembre de 2024 | 214 000      | 11,9%     |
| 259         | 13          | 18 de septiembre de 2024 | 212 000      | 11,0%     |
| 260         | 14          | 19 de septiembre de 2024 | 226 000      | 11,0%     |
| 261         | 15          | 20 de septiembre de 2024 | 233 000      | 11,5%     |
| 262         | 16          | 23 de septiembre de 2024 | 273 000      | 13,3%     |
| 263         | 17          | 24 de septiembre de 2024 | 252 000      | 12,9%     |
| 264         | 18          | 25 de septiembre de 2024 | 202 000      | 10,5%     |
| 265         | 19          | 26 de septiembre de 2024 | 241 000      | 11,8%     |
| 266         | 20          | 27 de septiembre de 2024 | 225 000      | 12,0%     |
| 267         | 21          | 30 de septiembre de 2024 | 251 000      | 12,8%     |
| 268         | 22          | 1 de octubre de 2024     | 239 000      | 12,4%     |
| 269         | 23          | 2 de octubre de 2024     | 208 000      | 10,9%     |
| 270         | 24          | 3 de octubre de 2024     | 229 000      | 11,3%     |
| 271         | 25          | 4 de octubre de 2024     | 230 000      | 11,5%     |
| 272         | 26          | 7 de octubre de 2024     | 233 000      | 11,6%     |
| 273         | 27          | 8 de octubre de 2024     | 221 000      | 11,1%     |
| 274         | 28          | 9 de octubre de 2024     | 271 000      | 12,3%     |
| 275         | 29          | 10 de octubre de 2024    | 286 000      | 14,1%     |
| 276         | 30          | 11 de octubre de 2024    | 246 000      | 11,9%     |
| 277         | 31          | 14 de octubre de 2024    | 200 000      | 10,2%     |
| 278         | 32          | 15 de octubre de 2024    | 215 000      | 10,3%     |
| 279         | 33          | 16 de octubre de 2024    | 194 000      | 9,0%      |
| 280         | 34          | 17 de octubre de 2024    | 201 000      | 9,6%      |
| 281         | 35          | 18 de octubre de 2024    | 214 000      | 10,3%     |
| 282         | 36          | 21 de octubre de 2024    | 227 000      | 10,8%     |
| 283         | 37          | 22 de octubre de 2024    | 237 000      | 11,6%     |
| 284         | 38          | 23 de octubre de 2024    | 209 000      | 10,2%     |
| 285         | 39          | 24 de octubre de 2024    | 232 000      | 11,1%     |
| 286         | 40          | 25 de octubre de 2024    | 288 000      | 13,4%     |
| 287         | 41          | 28 de octubre de 2024    | 289 000      | 12,1%     |
| 288         | 42          | 29 de octubre de 2024    | 277 000      | 11,4%     |
| 289         | 43          | 30 de octubre de 2024    | 313 000      | 11,9%     |
| 290         | 44          | 31 de octubre de 2024    | 352 000      | 13,8%     |
| 291         | 45          | 4 de noviembre de 2024   | 406 000      | 15,6%     |
| 292         | 46          | 5 de noviembre de 2024   | 418 000      | 15,7%     |
| 293         | 47          | 6 de noviembre de 2024   | 349 000      | 14,5%     |
| 294         | 48          | 7 de noviembre de 2024   | 247 000      | 11,6%     |
| 295         | 49          | 8 de noviembre de 2024   | 321 000      | 13,8%     |
| 296         | 50          | 11 de noviembre de 2024  | 283 000      | 13,3%     |
| 297         | 51          | 12 de noviembre de 2024  | 296 000      | 13,5%     |
| 298         | 52          | 13 de noviembre de 2024  | 343 000      | 13,2%     |
| 299         | 53          | 14 de noviembre de 2024  | 349 000      | 13,9%     |
| 300         | 54          | 15 de noviembre de 2024  | 299 000      | 10,7%     |
| 301         | 55          | 18 de noviembre de 2024  | 282 000      | 13,1%     |
| 302         | 56          | 19 de noviembre de 2024  | 248 000      | 11,6%     |
| 303         | 57          | 20 de noviembre de 2024  | 250 000      | 11,4%     |
| 304         | 58          | 21 de noviembre de 2024  | 233 000      | 10,8%     |
| 305         | 59          | 22 de noviembre de 2024  | 245 000      | 11,4%     |
| 306         | 60          | 25 de noviembre de 2024  | 253 000      | 11,6%     |
| 307         | 61          | 26 de noviembre de 2024  | 236 000      | 11,2%     |
| 308         | 62          | 27 de noviembre de 2024  | 235 000      | 11,2%     |
| 309         | 63          | 28 de noviembre de 2024  | 221 000      | 10,9%     |
| 310         | 64          | 29 de noviembre de 2024  | 245 000      | 11,6%     |
| 311         | 65          | 2 de diciembre de 2024   | 225 000      | 11,0%     |
| 312         | 66          | 3 de diciembre de 2024   | 224 000      | 10,1%     |
| 313         | 67          | 4 de diciembre de 2024   | 255 000      | 11,8%     |
| 314         | 68          | 5 de diciembre de 2024   | 198 000      | 9,6%      |
| 315         | 69          | 9 de diciembre de 2024   | 247 000      | 11,9%     |
| 316         | 70          | 10 de diciembre de 2024  | 237 000      | 11,5%     |
| 317         | 71          | 11 de diciembre de 2024  | 243 000      | 11,2%     |
| 318         | 72          | 12 de diciembre de 2024  | 255 000      | 11,7%     |
| 319         | 73          | 13 de diciembre de 2024  | 258 000      | 11,6%     |
| 320         | 74          | 16 de diciembre de 2024  | 245 000      | 11,7%     |
| 321         | 75          | 17 de diciembre de 2024  | 245 000      | 11,4%     |
| 322         | 76          | 18 de diciembre de 2024  | 203 000      | 9,8%      |
| 323         | 77          | 19 de diciembre de 2024  | 223 000      | 10,7%     |
| 324         | 78          | 20 de diciembre de 2024  | 257 000      | 13,2%     |
| 325         | 79          | 23 de diciembre de 2024  | 192 000      | 9,2%      |
| 326         | 80          | 24 de diciembre de 2024  | 189 000      | 8,8%      |
| 327         | 81          | 26 de diciembre de 2024  | 219 000      | 10,5%     |
| 328         | 82          | 27 de diciembre de 2024  | 220 000      | 11,7%     |
| 329         | 83          | 30 de diciembre de 2024  | 207 000      | 11,3%     |
| 330         | 84          | 31 de diciembre de 2024  | 200 000      | 10,0%     |
| 331         | 85          | 2 de enero de 2025       | 235 000      | 12,5%     |
| 332         | 86          | 3 de enero de 2025       | 230 000      | 12,1%     |
| 333         | 87          | 7 de enero de 2025       | 213 000      | 11,2%     |
| 334         | 88          | 8 de enero de 2025       | 190 000      | 9,8%      |
| 335         | 89          | 9 de enero de 2025       | 151 000      | 7,9%      |
| 336         | 90          | 10 de enero de 2025      | 241 000      | 12,0%     |
| 337         | 91          | 13 de enero de 2025      | 225 000      | 11,1%     |
| 338         | 92          | 14 de enero de 2025      | 272 000      | 13,3%     |
| 339         | 93          | 15 de enero de 2025      | 254 000      | 12,6%     |
| 340         | 94          | 16 de enero de 2025      | 210 000      | 10,0%     |
| 341         | 95          | 17 de enero de 2025      | 246 000      | 11,8%     |
| 342         | 96          | 20 de enero de 2025      | 227 000      | 11,1%     |
| 343         | 97          | 21 de enero de 2025      | 272 000      | 12,5%     |
| 344         | 98          | 22 de enero de 2025      | 221 000      | 10,8%     |
| 345         | 99          | 23 de enero de 2025      | 203 000      | 10,1%     |
| 346         | 100         | 24 de enero de 2025      | 217 000      | 10,4%     |
| 347         | 101         | 27 de enero de 2025      | 252 000      | 12,2%     |
| 348         | 102         | 28 de enero de 2025      | 227 000      | 11,2%     |
| 349         | 103         | 29 de enero de 2025      | 223 000      | 10,4%     |
| 350         | 104         | 30 de enero de 2025      | 238 000      | 11,7%     |
| 351         | 105         | 31 de enero de 2025      | 232 000      | 11,2%     |
| 352         | 106         | 3 de febrero de 2025     | 164 000      | 9,3%      |
| 353         | 107         | 4 de febrero de 2025     | 152 000      | 9,0%      |
| 354         | 108         | 5 de febrero de 2025     | 133 000      | 7,5%      |
| 355         | 109         | 6 de febrero de 2025     | 177 000      | 9,4%      |
| 356         | 110         | 7 de febrero de 2025     | 154 000      | 8,6%      |
| 357         | 111         | 10 de febrero de 2025    | 160 000      | 9,2%      |
| 358         | 112         | 11 de febrero de 2025    | 132 000      | 7,2%      |
| 359         | 113         | 12 de febrero de 2025    | 199 000      | 11,0%     |
| 360         | 114         | 13 de febrero de 2025    | 160 000      | 8,9%      |
| 361         | 115         | 14 de febrero de 2025    | 157 000      | 8,8%      |
| 362         | 116         | 17 de febrero de 2025    | 143 000      | 8,0%      |
| 363         | 117         | 18 de febrero de 2025    | 171 000      | 9,6%      |
| 364         | 118         | 19 de febrero de 2025    | 150 000      | 8,1%      |
| 365         | 119         | 20 de febrero de 2025    | 149 000      | 8,0%      |
| 366         | 120         | 21 de febrero de 2025    | 163 000      | 9,1%      |
| 367         | 121         | 24 de febrero de 2025    | 187 000      | 10,3%     |
| 368         | 122         | 25 de febrero de 2025    | 155 000      | 8,4%      |
| 369         | 123         | 26 de febrero de 2025    | 157 000      | 8,5%      |
| 370         | 124         | 27 de febrero de 2025    | 145 000      | 8,3%      |
| 371         | 125         | 28 de febrero de 2025    | 140 000      | 7,9%      |
| 372         | 126         | 3 de marzo de 2025       | 158 000      | 9,2%      |
| 373         | 127         | 4 de marzo de 2025       | 143 000      | 8,3%      |
| 374         | 128         | 5 de marzo de 2025       | 159 000      | 8,6%      |
| 375         | 129         | 6 de marzo de 2025       | 160 000      | 8,8%      |
| 376         | 130         | 7 de marzo de 2025       | 151 000      | 8,7%      |
| 377         | 131         | 10 de marzo de 2025      | 237 000      | 12,1%     |
| 378         | 132         | 11 de marzo de 2025      | 185 000      | 9,9%      |
| 379         | 133         | 12 de marzo de 2025      | 193 000      | 10,2%     |
| 380         | 134         | 13 de marzo de 2025      | 160 000      | 8,6%      |
| 381         | 135         | 14 de marzo de 2025      | 196 000      | 10,3%     |
| 382         | 136         | 17 de marzo de 2025      | 187 000      | 9,9%      |
| 383         | 137         | 18 de marzo de 2025      | 159 000      | 9,1%      |
| 384         | 138         | 19 de marzo de 2025      | 186 000      | 9,8%      |
| 385         | 139         | 20 de marzo de 2025      | 171 000      | 9,1%      |
| 386         | 140         | 21 de marzo de 2025      | 182 000      | 10,0%     |
| 387         | 141         | 24 de marzo de 2025      | 204 000      | 10,8%     |
| 388         | 142         | 25 de marzo de 2025      | 172 000      | 9,5%      |
| 389         | 144         | 26 de marzo de 2025      | 176 000      | 9,1%      |
| 390         | 145         | 27 de marzo de 2025      | 179 000      | 9,4%      |
| 391         | 146         | 28 de marzo de 2025      | 202 000      | 10,7%     |
| 392         | 147         | 31 de marzo de 2025      | 169 000      | 10,1%     |
| 393         | 148         | 1 de abril de 2025       | 180 000      | 10,5%     |
| 394         | 149         | 2 de abril de 2025       | 213 000      | 12,3%     |
| 395         | 150         | 3 de abril de 2025       | 230 000      | 11,8%     |
| 396         | 151         | 4 de abril de 2025       | 206 000      | 11,2%     |
| 397         | 152         | 7 de abril de 2025       | 209 000      | 12,0%     |
| 398         | 153         | 8 de abril de 2025       | 211 000      | 12,3%     |
| 399         | 154         | 9 de abril de 2025       | 192 000      | 10,3%     |
| 400         | 155         | 10 de abril de 2025      | 214 000      | 11,2%     |
| 401         | 156         | 11 de abril de 2025      | 230 000      | 13,2%     |
| 402         | 157         | 14 de abril de 2025      | 207 000      | 13,3%     |
| 403         | 158         | 15 de abril de 2025      | 149 000      | 9,8%      |
| 404         | 159         | 16 de abril de 2025      | 184 000      | 11,1%     |
| 405         | 160         | 17 de abril de 2025      | 110 000      | 8,4%      |
| 406         | 161         | 21 de abril de 2025      | 132 000      | 9,5%      |
| 407         | 162         | 22 de abril de 2025      | 138 000      | 8,3%      |
| 408         | 163         | 23 de abril de 2025      | 140 000      | 8,2%      |
| 409         | 164         | 24 de abril de 2025      | 175 000      | 9,9%      |
| 410         | 165         | 25 de abril de 2025      | 173 000      | 9,8%      |
| 411         | 166         | 28 de abril de 2025      | 189 000      | 11,9%     |
| 412         | 167         | 29 de abril de 2025      | 286 000      | 13,7%     |
| 413         | 168         | 30 de abril de 2025      | 204 000      | 11,2%     |
| 414         | 169         | 2 de mayo de 2025        | 158 000      | 11,4%     |
| 415         | 170         | 5 de mayo de 2025        | 206 000      | 11,0%     |
| 416         | 171         | 6 de mayo de 2025        | 191 000      | 10,3%     |
| 417         | 172         | 7 de mayo de 2025        | 164 000      | 8,9%      |
| 418         | 173         | 8 de mayo de 2025        | 189 000      | 10,1%     |
| 419         | 174         | 9 de mayo de 2025        | 201 000      | 10,2%     |
| 420         | 175         | 12 de mayo de 2025       | 198 000      | 10,7%     |
| 421         | 176         | 13 de mayo de 2025       | 163 000      | 9,0%      |
| 422         | 176         | 14 de mayo de 2025       | 160 000      | 8,6%      |
| 423         | 177         | 15 de mayo de 2025       | 197 000      | 10,4%     |
| 424         | 178         | 16 de mayo de 2025       | 172 000      | 9,4%      |
| 425         | 179         | 19 de mayo de 2025       | 154 000      | 8,3%      |
| 426         | 180         | 20 de mayo de 2025       | 152 000      | 8,1%      |
| 427         | 181         | 21 de mayo de 2025       | 195 000      | 10,1%     |
| 428         | 182         | 22 de mayo de 2025       | 205 000      | 10,3%     |
| 429         | 183         | 23 de mayo de 2025       | 176 000      | 9,7%      |
| 430         | 184         | 26 de mayo de 2025       | 171 000      | 9,2%      |
| 431         | 185         | 27 de mayo de 2025       | 176 000      | 9,5%      |
| 432         | 186         | 28 de mayo de 2025       | 194 000      | 11,3%     |
| 433         | 187         | 29 de mayo de 2025       | 183 000      | 10,6%     |
| 434         | 188         | 30 de mayo de 2025       | 202 000      | 11,8%     |
| 435         | 189         | 2 de junio de 2025       | 170 000      | 9,9%      |
| 436         | 190         | 3 de junio de 2025       | 185 000      | 10,7%     |
| 437         | 191         | 4 de junio de 2025       | 180 000      | 10,0%     |
| 438         | 192         | 5 de junio de 2025       | 193 000      | 10,7%     |
| 439         | 193         | 6 de junio de 2025       | 147 000      | 8,3%      |
| 440         | 194         | 9 de junio de 2025       | 146 000      | 8,5%      |
| 441         | 195         | 10 de junio de 2025      | 178 000      | 10,7%     |
| 442         | 196         | 11 de junio de 2025      | 169 000      | 9,9%      |
| 443         | 197         | 12 de junio de 2025      | 156 000      | 9,3%      |
| 444         | 198         | 13 de junio de 2025      | 188 000      | 10,3%     |
| 445         | 199         | 16 de junio de 2025      | 185 000      | 10,5%     |
| 446         | 200         | 17 de junio de 2025      | 164 000      | 9,4%      |
| 447         | 201         | 18 de junio de 2025      | 161 000      | 9,2%      |
| 448         | 202         | 19 de junio de 2025      | 188 000      | 10,7%     |
| 449         | 203         | 20 de junio de 2025      | 194 000      | 11,3%     |
| 450         | 204         | 23 de junio de 2025      | 178 000      | 11,0%     |
| 451         | 205         | 24 de junio de 2025      | 169 000      | 11,9%     |
| 452         | 206         | 25 de junio de 2025      | 161 000      | 11,3%     |
| 453         | 207         | 26 de junio de 2025      | 207 000      | 13,5%     |
| 454         | 208         | 27 de junio de 2025      | 157 000      | 10,9%     |
| 455         | 209         | 30 de junio de 2025      | 130 000      | 8,8%      |
| 456         | 210         | 1 de julio de 2025       | 175 000      | 12,0%     |
| 457         | 211         | 2 de julio de 2025       | 194 000      | 12,7%     |
| 458         | 212         | 3 de julio de 2025       | 192 000      | 12,6%     |
| 459         | 213         | 4 de julio de 2025       | 170 000      | 11,3%     |
| 460         | 214         | 7 de julio de 2025       | 267 000      | 12,6%     |
| 461         | 215         | 8 de julio de 2025       | 234 000      | 11,9%     |
| 462         | 216         | 9 de julio de 2025       | 157 000      | 8,1%      |
| 463         | 217         | 10 de julio de 2025      | 233 000      | 11,8%     |
| 464         | 218         | 11 de julio de 2025      | 251 000      | 12,1%     |
| 465         | 219         | 14 de julio de 2025      | 284 000      | 13,7%     |
| 466         | 220         | 15 de julio de 2025      | 246 000      | 12,4%     |
| 467         | 221         | 16 de julio de 2025      | 243 000      | 12,1%     |
| 468         | 222         | 17 de julio de 2025      | 257 000      | 13,1%     |
| 469         | 223         | 18 de julio de 2025      | 250 000      | 12,5%     |
| 470         | 224         | 21 de julio de 2025      | 226 000      | 12,3%     |
| 471         | 225         | 22 de julio de 2025      | 247 000      | 12,6%     |
| 472         | 226         | 23 de julio de 2025      | 262 000      | 13,4%     |
| 473         | 227         | 24 de julio de 2025      | 232 000      | 13,1%     |
| 474         | 228         | 25 de julio de 2025      | 257 000      | 13,4%     |
| 475         | 229         | 28 de julio de 2025      | 210 000      | 10,7%     |
| 476         | 230         | 29 de julio de 2025      | 241 000      | 12,4%     |
| 477         | 231         | 30 de julio de 2025      | 229 000      | 11,7%     |
| 478         | 232         | 31 de julio de 2025      | 216 000      | 12,0%     |
| 479         | 233         | 1 de agosto de 2025      | 226 000      | 11,5%     |
| 480         | 234         | 4 de agosto de 2025      | 168 000      | 9,2%      |
| 481         | 235         | 5 de agosto de 2025      | 193 000      | 11,3%     |
| 482         | 236         | 6 de agosto de 2025      | 198 000      | 10,8%     |
| 483         | 237         | 7 de agosto de 2025      | 207 000      | 11,1%     |
| 484         | 238         | 8 de agosto de 2025      | 196 000      | 10,5%     |
| 485         | 239         | 11 de agosto de 2025     | 189 000      | 10,6%     |
| 486         | 240         | 12 de agosto de 2025     | 215 000      | 11,9%     |
| 487         | 241         | 13 de agosto de 2025     | 207 000      | 11,1%     |
| 488         | 242         | 14 de agosto de 2025     | 208 000      | 11,2%     |
| 489         | 243         | 18 de agosto de 2025     | 192 000      | 10,3%     |
| 490         | 244         | 19 de agosto de 2025     | 190 000      | 9,9%      |

### Audiencia media por meses
| Año  | Mes        | Audiencia    | Audiencia |
| Año  | Mes        | Espectadores | Cuota     |
| ---- | ---------- | ------------ | --------- |
| 2023 | Septiembre | 254 000      | 12,1%     |
| 2023 | Octubre    | 267 000      | 12,4%     |
| 2023 | Noviembre  | 278 000      | 12,1%     |
| 2023 | Diciembre  | 247 000      | 11,1%     |
| 2024 | Enero      | 262 000      | 12,0%     |
| 2024 | Febrero    | 308 000      | 13,6%     |
| 2024 | Marzo      | 279 000      | 11,9%     |
| 2024 | Abril      | 270 000      | 12,6%     |
| 2024 | Mayo       | 250 000      | 12,0%     |
| 2024 | Junio      | 242 000      | 11,8%     |
| 2024 | Julio      | 219 000      | 10,7%     |
| 2024 | Agosto     | 206 000      | 11,1%     |
| 2024 | Septiembre | 218 000      | 11,1%     |
| 2024 | Octubre    | 244 000      | 11,4%     |
| 2024 | Noviembre  | 288 000      | 12,5%     |
| 2024 | Diciembre  | 227 000      | 10,9%     |
| 2025 | Enero      | 228 000      | 11,2%     |
| 2025 | Febrero    | 157 000      | 8,8%      |
| 2025 | Marzo      | 178 000      | 9,6%      |
| 2025 | Abril      | 189 000      | 10,9%     |
| 2025 | Mayo       | 181 000      | 9,9%      |
| 2025 | Junio      | 172 000      | 10,3%     |
| 2025 | Julio      | 229 000      | 12,2%     |
| 2025 | Agosto     | 199 000*     | 10,8%*    |
| 2025 | Media      |              |           |